# Palaisztra
A palaisztra, vagy latinul palaestra az ókori Görögországban és Római Birodalomban a tornacsarnokok küzdősportok oktatására és gyakorlására kijelölt része, homokkal felszórt, oszlopos folyosóval szegélyezett udvara.  

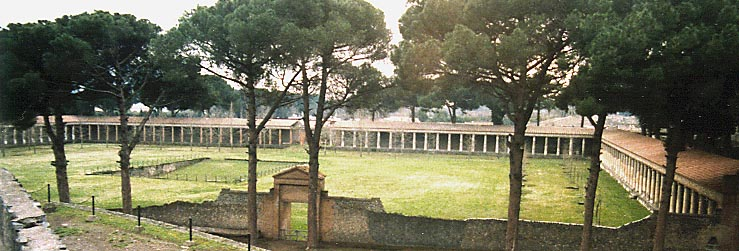
Palaestra Pompejiben